# Razonamiento a partir de las Escrituras
Razonamiento a partir de las Escrituras (en inglés Reasoning From the Scriptures) es un libro de religión anteriormente editado y publicado por la Watch Tower Bible and Tract Society of Pennsylvania en 1985, utilizado como guía y respaldo de la Biblia para los testigos de Jehová. En 2016 estaba disponible en 32 idiomas y 47 lenguas más la versión abreviada.[cita requerida] También está disponible en versión electrónica en disco compacto.
En la versión en español, emplea 40 traducciones diferentes de la Biblia, incluyendo la versión Reina-Valera, la Torres Amat, la Vulgata Latina, pero la traducción en que se basa por defecto es la Traducción del Nuevo Mundo de las Santas Escrituras.
Contiene muchos consejos sobre cómo abordar a personas, en función de la situación y la persona a que llama, por ejemplo: "Quisiera hacerle una pregunta. Si usted pudiera escoger, ¿cuál de los muchos problemas a que se enfrenta el mundo ahora quisiera ver corregido primero?" (Después de enterarse de lo que más interesa o preocupa al amo de casa, use eso como la base para lo que considere.), (Art. 10). El siguiente capítulo trata cómo responder a potenciales tapones de conversación. La sección principal incluye, en orden alfabético (desde Aborto hasta la Vuelta de Cristo). Cada uno de ellos incluye una breve definición del tema tratado y las respuestas (junto con versículos bíblicos o llamados a enciclopedias, como la Enciclopedia Católica, la Británica u otras fuentes) a las preguntas más frecuentes acerca de él. En este libro bíblico o manual se da respuesta a preguntas bíblicas que suelen surgir en la predicación de los testigos de Jehová. El final de la presente publicación contiene el índice de los temas tratados en los artículos de este.

## Temas tratados
En orden, los temas tratados en la tercera sección son los siguientes:
- Aborto
- Adán y Eva
- Adoración de antepasados
- Alma
- Anticristo
- Apostasía
- Armagedón
- Arrebatamiento (rapto)
- Babilonia la Grande
- Bautismo
- Biblia
- Cielo
- Confesión
- Conmemoración (Cena del Señor)
- Creación
- Cruz
- Cumpleaños
- Curación
- Destino (hado)
- Días de fiesta
- Dios
- Drogas
- Espiritismo
- Espíritu
- Espíritu del mundo
- Estímulo
- Evolución
- Falsos profetas
- Fe
- Fechas
- Filosofía
- Gobierno
- Imágenes
- Independencia
- Infierno
- Iniquidad
- Jehová
- Jesucristo
- Judíos
- Lenguas, hablar en
- María (madre de Jesús)
- Matrimonio
- Misa
- Muerte
- Mujeres
- Mundo
- Nacer otra vez
- Neutralidad
- Oración
- Organización
- Paraíso
- Pecado
- Profecía
- Purgatorio
- Razas de la humanidad
- Reencarnación
- Reino
- Religión
- Rescate
- Resurrección
- Sábado (día de descanso)
- Salvación
- Sangre
- Santos
- Satanás el Diablo
- Sexo
- Sucesión apostólica
- Sueños
- Sufrimiento
- Testigos de Jehová
- Tierra
- Traducción del Nuevo Mundo
- Trinidad
- Últimos días
- Vida
- Vuelta de Cristo

### Sitios oficiales de los Testigos de Jehová
- Sitio oficial de los Testigos de Jehová
- Razonamiento a partir de las Escrituras en línea en la Biblioteca WatchTower

- Datos: Q3562302